# Свято-Елисаветинский монастырь (Минск)
Свято-Елисаветинский монастырь — женский православный монастырь Минской епархии Белорусской православной церкви на окраине Минска (район Новинки). В настоящее время — единственный действующий монастырь города.

## История
Основан в 1999 году на месте, где прежде церквей не существовало. Назван в честь великой княгини Елизаветы Фёдоровны. Вырос из одноименного Сестричества, которое продолжает свою благотворительную деятельность в Республиканской клинической психиатрической больнице, Интернатах для детей и взрослых с особенностями психофизического развития, больницах города.

## Храмы
В монастыре восемь храмов: 
- нижний монастырский, в честь Святителя Николая Чудотворца (освящен 10.12.1999),
- верхний монастырский, в честь святой покровительницы монастыря преподобномученицы Елисаветы (освящен 12.01.2005),
- домовая церковь в честь блаженной Ксении Петербуржской  в психоневрологическом интернате № 3 для взрослых (освящена 06.02.1998),
- храм в честь Воскрешения праведного Лазаря Четверодневного на Северном кладбище г. Минска (освящен 10.05.2005),
- храм в честь иконы Божией Матери «Державная» (освящен 20.10.2008),
- храмы в честь Царственных Страстотерпцев (расположенная в крипте храма в честь иконы Божией Матери «Державная») (освящен 13.10.2012),
- храм в честь иконы Божией Матери «Неупиваемая Чаша» (находится на монастырском подворье в д. Лысая Гора Минского района) (освящен 03.01.2010),
- храм в честь святителя Нектария Эгинского (на территории детского интерната), еще не освящен.

Среди других строений монастыря — колокольня Елизаветинского храма, которая дублируется с другой стороны симметрично расположенной башней в тех же формах, трапезная (расписана фресками), несколько келейных корпусов, ограда с небольшими башнями.

## Деятельность

Передвижная батлейка монастыря в Каменске-Шахтинском

При монастыре действуют различные мастерские, которые производят церковную утварь, облачения, одежду для мирян и разнообразные сувениры.  Также в 2016 году Свято-Елисаветинский монастырь запустил дочерний сайт «Святые Православной Церкви», который призван максимально подробно рассказать о канонизированных Православной Церковью подвижниках.
На данный момент Паломническая служба монастыря располагает возможностью, как отправлять путешествующих в разные страны, так и принимать гостей в комфортабельных условиях. При монастыре открыта трапезная и несколько монастырских лавок. Также действуют подворья для мужчин и женщин, где проходят реабилитацию и социализацию лица, страдающие наркоманией, алкоголизмом, лудоманией.  На территории монастыря регулярно проходят собрания группы взаимопомощи родственникам, чьи близкие страдают от различных зависимостей. Присоединиться к группе могут все желающие, которым нужна духовная поддержка и советы профессионального психолога.
У монастыря имеется патронажная служба, которая оказывает и помощь в погребении.
Интересно, что монастырь владеет передвижной сборно-разборной конструкцией, транспортируемой трейлером. Мигрируя по разным городам, включая Россию, это представительство монастыря проводит ярмарку-продажу культовых товаров, сувениров и даёт для детей представление в театре-батлейке. Девиз православной ярмарки в 2016 году был «С любовью из Беларуси».

## Студия во имя святого исповедника Иоанна Воина
При храме действует студия видеофильмов, известная, в том числе, циклом фильмов «Притчи», мультипликацией и еженедельной вечерней программой для детей «Каморка Маячок».

## Скандалы
Обитель часто попадала в скандальные истории.
Монастырь использовал свою торговую сеть для распространения русских великодержавных идей, а его духовник Андрей Лемешонок поддержал аннексию Крыма Россией. В 2017 году в монастыре выступал подполковник ГРУ России Антон Маншин, который рассказал о своем участии в чеченской, украинской и сирийской кампаниях российской армии и пропагандировал идеи «русского мира». Позже редактор сайта монастыря заявила, что приглашение Маншина было их ошибкой. В том же году в монастыре прошла выставка, посвященная российскому императору Николаю II и его семье.
Свято-Елисаветинский монастырь отказывается добавлять на свой сайт белорусский язык.
В 2019 году монастырь присоединился к сбору подписей в поддержку инициативы о запрете «ЛГБТ-пропаганды» в Беларуси; руководство Белорусской православной церкви инициативу не поддержало.
В 2020 году из-за непринятия должных эпидемиологических мер в монастыре обнаружилась вспышка COVID-19 среди монахинь и сотрудников. Монастырь на время пришлось закрыть для посещения, однако вопросы к руководству монастыря у общественности всё ещё оставались из-за позиции отрицания опасности эпидемии.
В том же году из-за того, что духовник монастыря — протоиерей Андрей Лемешонок — поддержал жесткое подавление протестов после президентских выборов в Белоруссии, часть сотрудников обители выступила с коллективным обращением к руководству Белорусской православной церкви по поводу такого поведения клирика. Заявленные претензии были рассмотрены на рабочих группах, конфликт не был улажен, в результате из монастыря уволились некоторые работники, создавшие свой телеграм-канал.
В 2022 году обитель столкнулась с запретом организации торговли на рождественских ярмарках в Западной Европе. Поводом для санкций послужило участие монастыря в материальном снабжении российских военнослужащих в боевых действиях в Украине. В результате скандалов, монастырь сталкивался с требованиями запретить ему продавать товары и собирать средства за границей, а монахини и сестры скрывали факт принадлежности к монастырю.
8 апреля 2024 года монастырь получил благодарность за помощь российским военным.
В марте 2024 года вышло расследование «Бюро Медиа» о финансах монастыря. Согласно расследованию, монастырь занижает налоговую нагрузку, маскирует доходы под пожертвования, принимает платежи в основном наличными деньгами. Авторы расследования характеризуют Свято-Елисаветинский монастырь как православный бизнес-холдинг.